# Ratolí marsupial de Giles
El ratolí marsupial de Giles (Planigale gilesi) és una minúscula espècie de marsupial carnívor de la família dels dasiúrids. Es diferencia de la resta de Planigale en la seva coloració grisa i les seves dues dents premolars a cada maxil·lar (les altres espècies en tenen tres).